# Ośliczka wodna
Ośliczka wodna, ośliczka pospolita (Asellus aquaticus) – skorupiak z rzędu równonogów (Isopoda). Ciało spłaszczone, zbudowane z prawie jednorodnych segmentów. Posiada siedem par odnóży i długie czułki. Samiec długości około 13 mm, samica 8 mm. Występuje w wodach stojących z obumarłą warstwą roślin na dnie. Żywi się szczątkami organicznymi. Rozwój, w zależności od temperatury wody, trwa od 18 do 30 dni. Jaja, a później młode samica nosi w jaśniejszej kieszeni na spodzie ciała.